# Colegio Nuestra Señora del Recuerdo

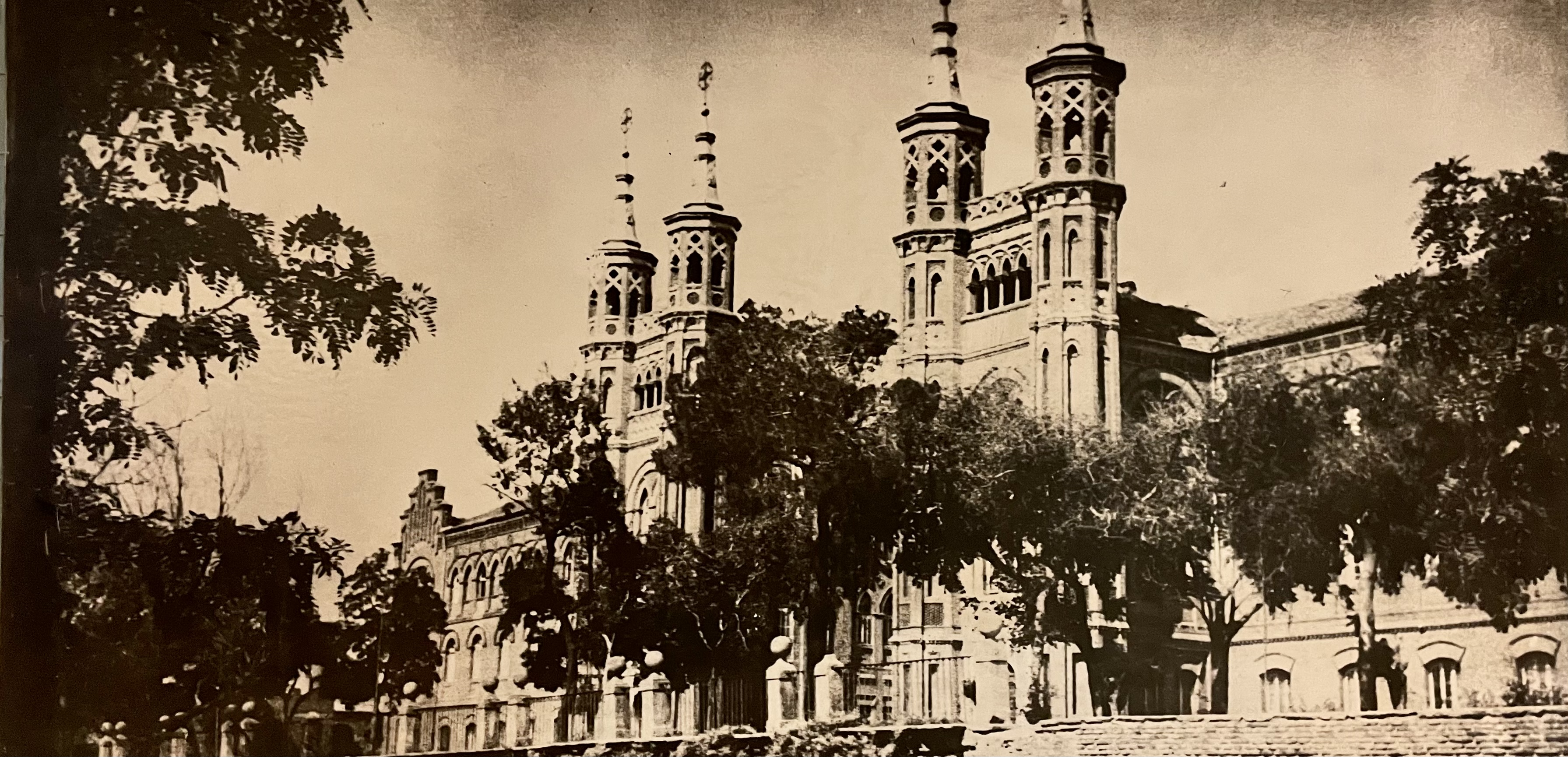
El colegio cuando se fundó

El Colegio Nuestra Señora del Recuerdo (conocido como El Recuerdo, los jesuitas, o simplemente Colegio de Chamartín) es un colegio perteneciente a la Compañía de Jesús, situado en el número 5 de la Plaza del Duque de Pastrana, Distrito de Chamartín, en Madrid.

## Historia
El Recuerdo fue fundado en 1880, cuando en el reinado de Alfonso XII se readmite a la Compañía de Jesús en España, que había sido expulsada, por primera vez, por el rey Carlos III. Los jesuitas deciden entonces crear un gran colegio en Madrid que pudiera continuar la tradición del Colegio Imperial, fundado en el siglo XVI y también regentado por la Compañía (siendo hoy en día es la Colegiata e Instituto San Isidro de Madrid) donde estudiaron Calderón de la Barca, Lope de Vega o Francisco de Quevedo.
Los duques de Pastrana-Infantado decidieron donar sus terrenos en Chamartín de la Rosa para la fundación del colegio y las clases comenzaron a inicios de 1880. Los terrenos eran los de la Quinta del Recuerdo, donde según algunos historiadores residió Napoleón en 1808 y se firmó la capitulación de Madrid, si bien estos datos se contradicen con los aportados por otros especialistas que sitúan el episodio histórico en el actual colegio del Sagrado Corazón, cuyos terrenos también fueron donación de los duques de Pastrana, a cuya finca de Chamartín de la Rosa pertenecían. El edificio original del colegio, de estilo neogótico, fue proyectado por el Marqués de Cubas a finales del siglo XIX. El 30 de abril de 1890, como parte de un acercamiento entre la Corona y la Compañía de Jesús, el colegio fue visitado por la reina regente María Cristina.
Hacia 1900 el colegio contaba con un importante observatorio astronómico dirigido por José Agustín Pérez del Pulgar.
En 1920, se construyó un nuevo edificio de estilo neogótico-mudéjar a cargo del arquitecto Modesto López Otero, inspirado en la casa de Ignacio de Loyola, en Azpeitia. Desde sus inicios en el colegio se albergó una pintura conocida bajo la advocación de la Virgen del Recuerdo, que se consideró patrona del colegio. Posteriormente tomarían este nombre otras representaciones de la Virgen albergadas en el colegio y en su segunda época llegaría a denominarse el colegio bajo esta denominación. El 19 de enero de 1922 fue visitado por Alfonso XIII, acompañado por el príncipe Jenaro de Borbón-Dos Sicilias y Antonio Maura.
El colegio, como tal, se tuvo que cerrar durante la Segunda República, cuando los jesuitas fueron expulsados por segunda vez de España acusados de que estaban fuertemente afiliados a partidos fascistas y tenían ideologías antisemitas, aunque se mantuvieron las clases de forma clandestina. Entonces el colegio se convirtió en instituto y durante la Guerra Civil se utilizó como cuartel. Cuando terminó la lucha, durante la postguerra, albergó la Facultad de Filosofía de la Compañía de Jesús, hasta que, en 1955 se desplazó a Alcalá de Henares. También durante la postguerra albergó la escuela gratuita de N.ª S.ª del Recuerdo, que tenía su entrada por la calle de Mateo Inurria y que acogía en sus clases a un gran número de niños de las barriadas próximas. En esta Escuela se estudiaba hasta la preparación para las reválidas que se realizaban en el Instituto del Cardenal Cisneros de la calle de los Reyes.Se decidió entonces unificar en un solo lugar tanto el colegio de los jesuitas de Chamartín como el Colegio de Areneros, que dejó entonces su sede de la calle de Alberto Aguilera para que se instalase en él el ICADE.

## Estudios
Imparte enseñanza en los siguientes ciclos del Sistema educativo de España:
- Educación infantil
- Educación primaria
- Educación secundaria
- Bachillerato
- Bachillerato internacional

## Instalaciones
El Recuerdo es uno de los colegios más grandes de Madrid, pues ocupa una superficie total de 103 000 m². Cuenta con siete laboratorios, cuatro museos, un teatro-cine y una gran biblioteca con unos 25 000 libros. Además, destacan sus pistas deportivas las cuales contienen más de un campo de fútbol reglamentario, una pista de atletismo, más de quince campos de baloncesto, un gran polideportivo, más de tres gimnasios y jardines, en uno de los cuales se alojó Napoleón Bonaparte.

## Deportes y actividades

### Deportes
El Recuerdo compite a nivel local, regional y nacional. Ha ganado numerosos trofeos en atletismo, baloncesto, balonmano, fútbol, y voleibol. Destacan también su campamento y su escuela de aire libre. Asimismo, goza de gran fama la Escolanía, coro de niños cantores que colabora frecuentemente con la Orquesta Nacional de España, en el Teatro Real, y que llegó a recibir la Medalla de Oro de UNICEF.

### Campamentos
- Campamento Chamartín: Se realiza en los meses de julio en El Raso de la Huerta, comarca perteneciente a la localidad soriana de Vinuesa. Está destinado para los alumnos que tienen entre 12 y 17 años.

- Campamento Virgen del Recuerdo: Transcurre durante el mes de julio, antes solía ser en el municipio de Navares de las Cuevas en la provincia de Segovia. Este campamento es para los alumnos de nueve, diez y once años.